# Голзі (Вісконсин)
Голзі (англ. Halsey) — місто (англ. town) в США, в окрузі Марафон штату Вісконсин. Населення — 634 особи (2020).

## Демографія
Згідно з переписом 2010 року, у місті мешкала 651 особа в 208 домогосподарствах у складі 171 родини. Було 228 помешкань
Расовий склад населення:
| - 94,8 % — білих - 2,0 % — азіатів - 0,2 % — корінних американців |

До двох чи більше рас належало 2,2 %. Частка іспаномовних становила 2,0 % від усіх жителів.
За віковим діапазоном населення розподілялося таким чином: 32,4 % — особи молодші 18 років, 57,9 % — особи у віці 18—64 років, 9,7 % — особи у віці 65 років та старші. Медіана віку мешканця становила 34,1 року. На 100 осіб жіночої статі у місті припадало 102,2 чоловіків;  на 100 жінок у віці від 18 років та старших — 110,5 чоловіків також старших 18 років.
Середній дохід на одне домашнє господарство  становив 77 661 долар США (медіана — 69 583), а середній дохід на одну сім'ю — 80 113 долари (медіана — 76 250). Медіана доходів становила 43 500 доларів для чоловіків та 32 188 доларів для жінок. За межею бідності перебувало 20,4 % осіб, у тому числі 41,0 % дітей у віці до 18 років та 9,3 % осіб у віці 65 років та старших.
Цивільне працевлаштоване населення становило 329 осіб. Основні галузі зайнятості: сільське господарство, лісництво, риболовля — 18,5 %, будівництво — 17,0 %, освіта, охорона здоров'я та соціальна допомога — 15,2 %, виробництво — 14,0 %.